# Simon Johannin
Œuvres principales
- L'Été des charognes (2017)
- Nino dans la nuit (2019)

Simon Johannin est un écrivain français né à Mazamet en 1993. Il vit et travaille à Marseille.

## Biographie
Simon Johannin a grandi dans l'Hérault, près de la montagne Noire. C'est dans cet environnement rural qu'il puisera l'imaginaire de son premier roman, L'été des charognes. Il découvre la lecture enfant. Il s'installe à Montpellier à 17 ans où il commence par suivre des études de cinéma. Il abandonne ses études de cinéma pour poursuivre des études d’art à Bruxelles, à La Cambre (école). Il y étudie de 2013 à 2016.
En 2017, il publie à 23 ans L'Été des charognes, aux éditions Allia. Le livre a pour point de départ une série de photographies qu'il réalise sur le territoire de son enfance dans le cadre de ses études. Dans ce roman d'initiation, il dépeint la violence et la rudesse du quotidien rural d'une bande d'adolescents. Il publie un deuxième roman Nino dans la nuit en janvier 2019, cosigné par Capucine Azaviele, et également publié chez Allia. Le collectif Contrefaçon réalise un clip pour la sortie de l'ouvrage. Nino dans la nuit raconte le quotidien festif et précaire d'un jeune homme habitant la périphérie parisienne.
En octobre 2019, son roman L'Été des charognes est traduit en néerlandais. En janvier 2020, Nino dans la nuit est traduit en espagnol. Son premier roman L'Été des charognes paraît en édition de poche chez Points.
En octobre 2020 il publie Nous sommes maintenant nos êtres chers, son premier recueil de poésie aux éditions Allia.Suivra un deuxième recueil, La dernière saison du monde, en mai 2022, puis Le Dialogue en 2023, texte de forme théâtrale et d'inspiration mystique.
Il signe également en 2023 le livret de l'opéra Ressusciter la rose, création mondiale pour le centenaire de la Villa Noailles, composé et dirigé par Raphaël Lucas, et mis en scène par Vincent Huguet.
Son troisième roman, Ici commence un amour, a paru en mars 2024. Il met en scène l'histoire de Théo, alter ego de l'auteur, dans sa quête de sens et de pureté dans un monde où la vérité est trop souvent dévoyée. Théo vit avec le fantôme de Gloria, un amour passé, et fait voyager ses pensées entre Paris et Marseille, s'extrayant de l'époque pour mieux en cerner les pièges et les contradictions.

## Œuvres
- L'immobile (court recueil de poésie), Décades éditions, 2016 (présentation en ligne).
- L'Été des charognes, éditions Allia, 2017 (présentation en ligne)
- Simon Johannin et Capucine Johannin, Nino dans la nuit, éditions Allia, 2019 (présentation en ligne).
- Nous sommes maintenant nos êtres chers, Paris, Editions Allia, 2020, 96 p. (ISBN 9791030413069, lire en ligne)
- La dernière saison du monde, Éditions Allia, 2022[10]
- Le Dialogue, Éditions Allia, 2023
- Ici commence un amour, Éditions Allia, 2024

## Accueil critique
Pour Les Inrockuptibles il est une « révélation littéraire ». Sa description des marges lui a également valu d'être comparé à Virginie Despentes par le journal L'Obs. Eric Loret écrit dans Le Monde, à propos de Nino dans la nuit : « Dès le début, on pense à Céline pour le persiflage dilettante et gouailleur, Apollinaire pour le soin orphique du langage, Genet pour la part baroque et maudite ».

## Influences
Simon Johannin revendique des influences à la fois littéraires et cinématographiques. Il s'intéresse au cinéma des années 1990 et aux travaux de réalisateurs comme Larry Clark et Harmony Korine. Il est également influencé par les écrivains Albert Cossery et Emmanuel Bove. Son style d'écriture et son intérêt pour les laissés-pour-compte ont poussé certains critiques à rapprocher son livre Nino dans la nuit du Journal d'un voleur de Jean Genet.

## Récompenses et distinctions
- Prix littéraire de la vocation (2017)[17] pour L'Été des charognes.